# Phyllodie

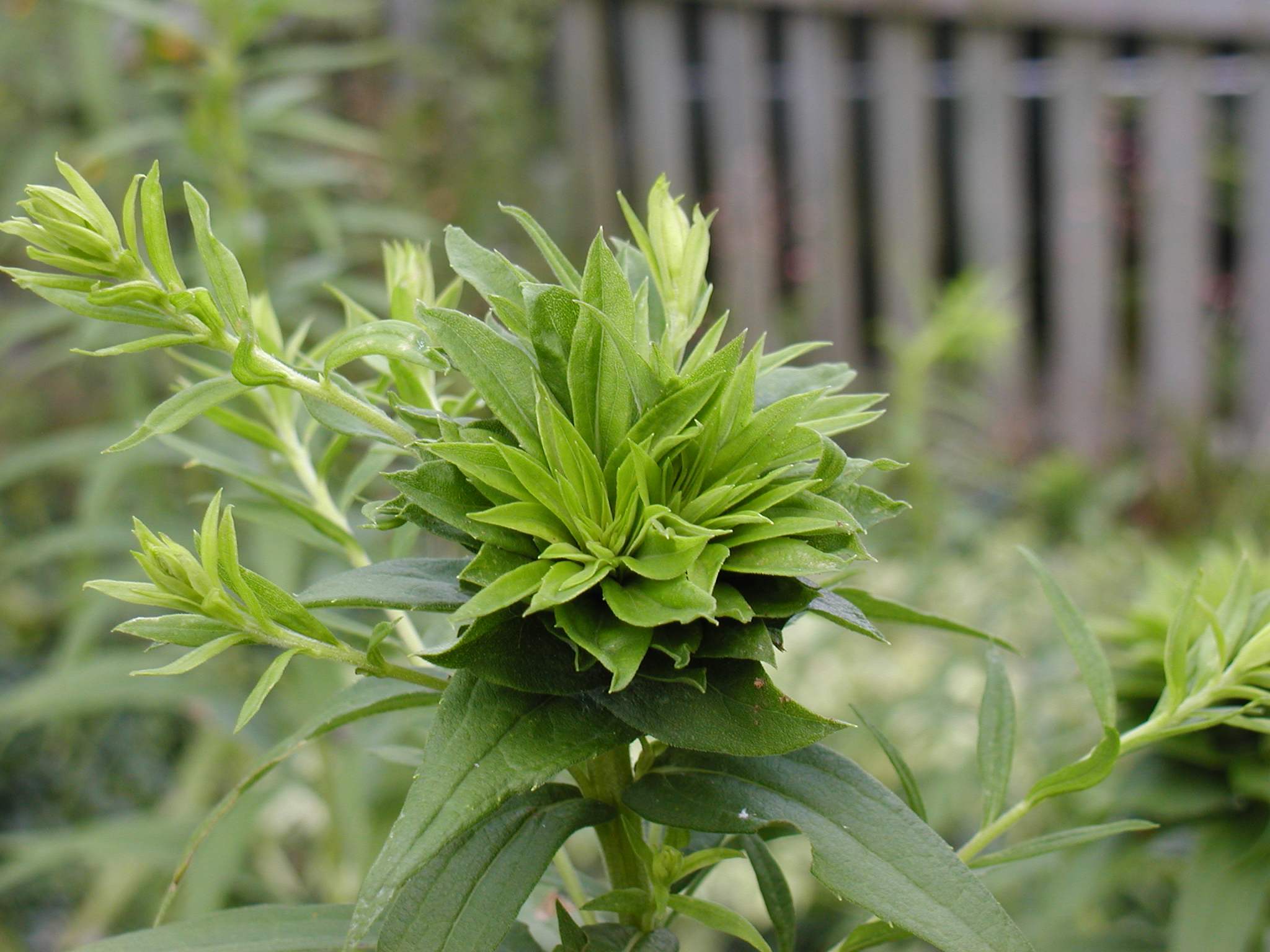
Phyllodie bei der Goldrute

Phyllodie [von griech. phyllōdēs = blattartig] oder Verlaubung bezeichnet eine Blütenmissbildung; in den betroffenen Blüten entwickeln sich Laubblätter anstelle von einzelnen oder allen Blütenorganen (Kelch-, Kron-, Frucht- und Staubblätter). Sie wurde in der Literatur bereits von Johann Wolfgang von Goethe für Rosen beschrieben. Ursache für Phyllodien, die inzwischen für zahlreiche weitere Pflanzenarten dokumentiert wurden, ist eine veränderte Regulation von Genen, die die Identität von Blütenorganen bestimmen. Die veränderten Genaktivitäten können ihrerseits auf veränderte Phytohormon-Konzentrationen oder Zuckergehalte zurückgeführt werden. Begünstigende Faktoren sind Phytoplasmen-Befall, Trockenheit und – im Falle von Rosen – erhöhte Sommertemperaturen während der Blütenknospen-Entwicklung. Phyllodien konnten bei Hirse mit der Gabe des Phytohormons Gibberellinsäure gefördert werden. Von Arabidopsis wurden Mutanten isoliert, bei denen Gene für die Ausbildung von Kron-, Frucht- und Staubblättern inaktiv sind; die entsprechenden Blütenorgane sind durch vegetative Blätter ersetzt. In der Grünen Rose, die die gleiche Art von Phyllodie aufweist, sind wahrscheinlich homologe Gene defekt.